# Trachelipus pieperi
Trachelipus pieperi är en kräftdjursart som beskrevs av Helmut Schmalfuss 1986A. Trachelipus pieperi ingår i släktet Trachelipus och familjen Trachelipodidae. Inga underarter finns listade i Catalogue of Life.